# Te Atatu South
Te Atatū South (aussi écrit "Te Atatu South") est une banlieue résidentielle située dans la région d’Auckland, dans l’Île du Nord de la Nouvelle-Zélande.

## Situation
Sa location permet à la banlieue d’avoir un accès facile au centre de la cité et au centre de la ville de Henderson.
Cette hauteur donne une vue sur toute la cité et sur la chaîne de Waitākere.
Située sur la Péninsule de Te Atatū, elle présente une ligne de côte adossée à l’eau vers l’est et vers l’ouest avec un chemin de promenade et de cyclisme des deux côtés.

## Centre- ville
Le principal centre de la ville est le « Te Atatū Town Centre », où Edmonton Road et Te Atatu Road se croisent.
Le « Te Atatū

## Transports
Te Atatu Road est la principale rue, qui traverse toute la banlieue.
McLeod Road: est une rue principale reliant la partie sud de la banlieue à celle d’Henderson.
Le service de bus court tout le long et aussi dans Edmonton Road, qui relie la banlieue d’Henderson avec la proximité immédiate de la gare d’Henderson (en).
Le centre commercial de South Community Centre » est aussi localisé à cet endroit là.
Une petite zone industrielle est aussi située sur McLeod Road.

## Histoire
Le secteur avant la mise en place de son lotissement de type suburbain fut largement utilisé pour des vignobles, des fermes de volailles, des vergers surtout de pommes, des citronniers et des fleurs.
Les vignobles étaient localisés le long de Te Atatu, McLeod et Edmonton Rd's.
Il y avait des briqueteries à l’endroit où se trouve maintenant le pont de la rivière Whau et une scierie pour les troncs d'arbres à l’extrémité de Roberts Rd.

## Toponymie
Le nom de "Te Atatu South" fut attribué au secteur en 1961, quand la zone de Te Atatu fut divisée par la Autoroute du Nord-ouest (en) (qui est en fait une section de la State Highway 16 (en)).
Avec la nouvelle autoroute, le secteur a rapidement changé dans les dix ans, passant ainsi de l’aspect rural à un aspect suburbain.

## Économie
Alors que de nouvelles maisons étaient construites dans la Te Atatu Peninsula, dominées par un constructeur nommé: « Neil Homes », Te Atatū South a bénéficié de nouvelles maisons plus diversifiées et en grande quantité, avec une meilleure qualité, destinées surtout pour les familles.
Ces maisons reflètent le fait que Te Atatū South fut une des zones les plus attractives de l’Ouest de la cité d’Auckland durant les années 1970 et 1980.
Aujourd’hui la banlieue redéveloppe ses rues et son centre-ville pour s’adapter aux besoins modernes avec la nécessite de construire une communauté plus accessible à pieds et aussi plus vivante.

## Démographie
Te Atatū South, comprenant les zones statistiques de: Te Atatū South-Edmonton, Te Atatū South-Central, Te Atatū South-McLeod North et Te Atatū South-McLeod South, avait une population de 15 138 habitants lors du recensement de 2018 en Nouvelle-Zélande, en augmentation de 1 341 personnes (soit 9,7 %) depuis le recensement de 2013 en Nouvelle-Zélande et en augmentation de 2 679 personnes (soit 21,5 %) depuis le recensement de 2006 en Nouvelle-Zélande.
Il y avait 4 794 logements.
On notait la présence de 7 446 hommes et 7 692 femmes, donnant un sexe-ratio de 0,97 homme pour une femme, avec 3 156 personnes (soit 20,8 %) âgées de moins de 15 ans, 3 315 personnes (soit 21,9 %) âgées de 15 à 29 ans, 7 020 personnes (soit 46,4 %) âgées de 30 à 64 ans et 1 647 personnes (soit 10,9 %) âgées de 65 ans ou plus.
L’ethnicité était formée pour 52,2 % d’européens/Pākehās, 15,6 % de Māoris, 17,6 % formé de peuples venant du Pacifique, 29,3 % d’origine asiatique et 3,7 % d’une autre ethnicité (le total peut faire plus de 100 % dans la mesure où une personne peut s’identifier avec de multiples ethnicités en fonction de l’origine de ses parents).
La proportion de la population née outre-mer était de 37,8 %, comparée avec les 27,1 % au niveau national.
Bien que certaines personnes objectent à donner leur religion, 44,1 % disent n’avoir aucune religion, 37,5 % étaient chrétiens et 12,2 % avaient une autre religion.
Parmi ceux de 15 ans ou plus, 2 880 personnes (soit 24,0 %) avait un niveau de licence ou un degré universitaire supérieur et 1 995 personnes (soit 16,6 %) n’avait aucune qualification formelle.
Le statut d’emploi de ceux de plus de 15 ans était pour 6 252 personnes (soit 52,2 %) employées à plein temps, pour 1 575 personnes (soit 13,1 %) ayant un emploi à temps partiel et 549 personnes (soit 4,6 %) qui étaient sans emploi.

## Éducation
- L’école de « Rangview Intermediate » assure les niveaux 7 à 8, et avait un effectif de 429 élèves[4].

Elle a ouvert en 1968.
- Les écoles de Flanshaw Road, Tirimoana, Freyberg Community et Edmonton Primary sont des écoles contribuant au primaire, (allant des années 1 à 6) avec des effectifs respectivement de 384 élèves, 657 élèves,  433 élèves et 271 élèves[6],[7],[8],[9].

Tirimoana School fut ouverte en 1969.
« Freyberg Community » est dénommée d’après Bernard Freyberg, décoré de la Victoria Cross et ensuite Gouverneur-Général de la Nouvelle-Zélande.
- L’école d’Arohanui accueille les élèves de l’âge de 5 à 21 ans avec un trouble d'apprentissage.

Elle a un effectif de 203 élèves.
L’école comprend des élèves, qui ont suivi les cours dans d’autres écoles locales.
Toutes les écoles sont mixtes.
L’effectif est celui de novembre 2020
- L’école secondaire publique local qui dessert le secteur est le collège Rutherford d’Auckland (en), qui est juste au nord de la limite entre la banlieue et la péninsule de Te Atatū.
- C’est aussi le siège de l’école spéciale « Arohanui », qui accueille des enfants de 5 à 21 ans d’âge.

## Parcs et réserves
Te Atatū South a de nombreux chemins de promenades, de parcs et de réserves, des esplanades et des installations sportives.
Les deux côtes ont des chemins de bord de mer avec en particulier le « Twin Streams Pathway » sur le côté ouest et « Te Whau Pathway » sur le côte est.
Les parcs notables dans le secteur comprennent : « Te Atatū South Park », qui comporte des terrains de sport, des chemins de marche, des équipements de fitness et des aires de jeux.
« McLeod Park » a aussi des terrains de sports, une aire de jeux et des promenades.
Aussi à proximité se trouve « Tui Glen Reserve » avec des aires de jeux renommées dans le sommet des arbres et une installation de pique-nique.
« Trusts stadium » est aussi à proximité avec une piste de course, des zones de gymnastique et des installations de sports.
Te Atatū South est le domicile du Waitemata AFC (en), du club de baseball de l’ouest de la cité d’Auckland (le plus ancien club de baseball de Nouvelle-Zélande) et des terrains pour le Waitakere Rugby club ».
Le club de bateaux de « Te Atatū Boat » a des installations de mise à l’eau des kayaks.
Le « Te Atatu Boating Club » fut fondé en 1959.

## Accès
- La route State Highway 16/SH 16 (en) et la piste cyclable nord-ouest, relient la partie nord de la banlieue avec la cité et vers le nord.
- L’échangeur de « Te Atatū State Highway » sera l’une des stations de la ligne futur proposée, nommée « Western Route » du réseau métro léger dans Auckland (en).
- « Twin Stream Walkway/Cycleway »: sur le côté ouest de la banlieue et circulant le long de Henderson Creek à partir du « NorthWestern cycleway » en direction de « Henderson's Twin streams » et vers Oratia ou la vallée d’Henderson.
- « Te Whau Pathway » (en cour d’installation): est un chemin avec piste cyclable situé sur le côté est de la banlieue, qui circule le long du trajet historique du fleuve Whau.

Quand il sera terminé, il reliera Te Atatū à Green Bay créant un sentier entre le mouillage de Manukau Harbour et celui de Waitemata Harbour,.
- Un service de ferry (projet) a été proposé pour relier la banlieue avec le centre de la cité d’Auckland[16].

## Bâtiments notables et caractéristiques du paysage
- 36 Te Atatu Rd – un bâtiment de deux étages de 520 m2 construit dans les années 1930 pour la riche famille Ryan.

Ce fut le domicile du « Henderson Tennis Club » et en1955, la maison fut achetée par le board de l’hôpital d’Auckland, puis devint la maternité de l’hôpital.
Elle a été utilisée récemment pour d’autres objectifs commerciaux.
- Coop's Store - 104 McLeod Road. Construit en 1920, ce magasin fut le seul commerce qui desservait le secteur à l’époque et depuis a été constamment en fonctionnement comme commerce de détail pour les besoins de la banlieue.

Il est situé au coin de McLeod Road et de Te Atatu Road.
Il a eu un certain nombre de fonction et est actuellement il est occupé par un café et un établissement alimentaire.
- 111 McLeod Rd (Centre féminin). Construit en 1924.

C’était la résidence d’un aviateur nommé:Bob Johnson.
La porte de devant est affublée d’une grande glace.
Elle est l’objet d’un certain nombre de photographies du secteur dans les années 1930.
- Ayr House - 17 Ayrton Street. Un bâtiment de deux étages construit en tronc de kauri par la famille Roberts en 1910.

La zone environnante était là où la famille avait une scierie et une ferme plantée de citronniers.
- Swan Arch - Swan Arch Reserve, Central Park Drive. Sur le bord de Te Atatū South et de la banlieue d’Henderson. Construit par Henry Swan entre 1901 et 1931.

L’histoire d’Henry Swan a été romancée avec les années.
Le procureur de Devonport informa ses amis, qu’il allait entreprendre de naviguer autour du monde avec son yacht, Awatea mais mit fin à sa vie de reclus au niveau d’une partie de la crique d’Henderson Creek pour les 30 prochaines années.
En son temps, il construisit ici une arche en brique et prit en charge un verger.
- Te Atatū South Community Centre – 247 Edmonton Road. Le centre original de la communauté ouvrit en 1968.

## Résidents notables passés et présents
- La famille Brooke – famille de joueurs de rugby incluant des membres des All Black's Zinzan Brooke et Robin Brooke[21]
- Sir Graeme Douglas - Fondateur de la société Douglas Pharmaceuticals (en)[22].
- Marina Erakovic – joueuse de tennis[23]
- Shayne Elliott (en) - Chef exécutif du groupe ANZ[24].
- Michael Erceg (en) - Fondateur de la société Indépendant Liquor[25].
- Jan Hellriegel (en) – chanteur et paroliers
- Sir Michael Jones - All Black
- Kees Meeuws - All Black
- Paula Morris (en) - écrivain
- John Rowles – chanteur OBE[26].
- Pio Terei (en) - Acteur, chanteur, comédien et présentateur TV
- Paul Urlovic – joueur de football pour la Nouvelle-Zélande, All White
- Ivan Vicelich – joueurs ayant le plus de sélection des All White